# C (serie animata)
[C]: The Money of Soul and Possibility Control è una serie televisiva anime di 11 episodi, diretta da Kenji Nakamura e prodotto da Tatsunoko. L'anime è stato trasmesso a partire dal 14 aprile 2011 al 23 giugno 2011 sull'emittente Fuji TV nel contenitore Noitamina.

## Trama
Il Giappone viene salvato dalla bancarotta grazie all'intervento di un fondo sovrano ma per i suoi cittadini non è cambiato molto: disoccupazione, crimini e suicidi continuano ad essere presenti più che mai.
Kimimaro Yoga, uno studente di 19 anni, sogna una vita normale dopo la scomparsa del padre e la morte della madre. Un giorno viene contattato da un misterioso uomo che gli offre una grossa somma di denaro da usare nel "Distretto Finanziario", un misterioso luogo che sembra decidere il destino delle persone e della nazione intera attraverso i Deal, scontri fra i suoi appartenenti, detti Entre, che mettono in palio il loro denaro e il loro futuro affiancati dai loro Asset, creature che combattono per loro.

## Personaggi

### Protagonisti
Kimimaro Yoga (余賀 公磨?)
Doppiato da Kōki Uchiyama
Uno studente universitario di 19 anni che studia economia e che lavora part-time per sostenersi. Cresciuto dalla zia in seguito alla scomparsa del padre e alla morte della madre ha come unico sogno quello di avere abbastanza soldi per vivere una vita normale con la sua futura famiglia. Si ritrova suo malgrado coinvolto come Entre nel Distretto Finanziario affiancato dal suo Asset Mashu. Scoprirà che suo padre prima di lui aveva partecipato ai Deal, finendo in bancarotta per poi suicidarsi. A differenza degli altri Entre, Yoga ha scarso interesse nel vincere grosse somme nei Deal ed è molto protettivo nei confronti del suo Asset.
Le sue azioni gli faranno attirare l'attenzione di Souichirou Mikuni, il più forte Entre del distretto che lo inviterà a far parte della sua gilda, la Starling Guild. Qui Yoga diventerà più esperto nei Deal ma col tempo inizierà a ritenere le azioni intraprese da Mikuni troppo pericolose per il futuro del Giappone e lascerà la gilda, unendo le forze a Jennifer Sato per contrastarlo. Nel finale otterrà la proprietà dell'Asset di Jennifer, Georges e una Darkness Card, necessaria per invertire la rotativa del Denaro Midas, fatta partire da Mikuni. Si scontrerà in epico duello contro questi riuscendo a prevalere per un pelo. Procederà poi alla restituzione del Denaro Midas restituendo il futuro alle persone e salvando così il paese.
Mashu (真朱?, Mashyu)
Doppiata da Haruka Tomatsu
Mashu è l'Asset di Yoga: ha l'aspetto di una ragazza vestita di rosso, dai capelli castani e con un paio di corna sulla fronte. A differenza degli altri Asset si comporta in maniera più umana, pur non comprendendone sempre i comportamenti. È molto curiosa su cose come il romanticismo e il mangiare ed è golosa di ramen istantaneo. Nutre interesse anche verso Q, l'Asset di Mikuni.
Il suo nome deriva dal codice presente sulla Midas Card di Kimimaro, ovvero MSYU. Spesso riprende Kimimaro per la sua mancanza di spirito combattivo o per le sue azioni sconsiderate ma è molto legata a lui, sviluppando col tempo sentimenti romantici. È molto somigliante all'Asset del padre del ragazzo. Nel finale scompare in seguito alle azioni di Kimimaro a cui confessa il suo amore e che bacia poco prima di svanire. Dal momento che gli Asset sono modellati sul futuro dei loro possessori, Kimimaro ipotizza che Mashu sia basata su una sua futura figlia, cosa che sembra confermata anche da un sogno.
Mashu è un Asset molto potente (secondo alcuni Entre è solo grazie a questa potenza che Kimimaro è sopravvissuto ai vari Deal) e usa attacchi legati al fuoco: la sua Mezzoflazione si chiama "Scorched Earth" e consiste in una serie di potenti saette infuocate mentre la sua Macroflazione si chiama "Overheated Economy", un pilastro di fuoco capace di incenerire l'area che la circonda.
Souichirou Mikuni (三國 壮一郎?, Mikuni Sōichirō)
Doppiato da Daisuke Hosomi
È il più forte Entrepreneur del Distretto Finanziario del Estremo Oriente.
Figlio di un ricco industriale, Mikuni era un ragazzo molto premuroso verso Takako, la sua malata sorella minore e deciso a diventare un musicista con le sue forze ma viene costretto ad abbandonare il suo sogno per lavorare come assistente del padre nella compagnia di famiglia. I problemi finanziari che l'attanagliavano costrinsero però il padre del ragazzo a impiegare i suoi fondi nel suo salvataggio, annullando il trasferimento in America e le costose cure mediche che Takako necessitava. Come conseguenza del gesto la ragazza finì in coma e Mikuni iniziò a lavorare per assumere il controllo dell'azienda e vendicarsi così del padre. Fu in questo periodo che entrò a far parte del Distretto Finanziario e usò i fondi ottenuti nei suoi primi Deal per raggiungere il suo obiettivo.
Mikuni è un uomo estremamente ricco e potente, tanto da avere una forte influenza sul governo giapponese e sul suo mercato. Per controllare e limitare l'effetto che i Deal hanno sull'economia reale ha fondato la Starling Guild, una gilda che raccoglie persone che condividono il suo stesso obiettivo. Anche nel Distretto Finanziario è potente e temuto: possiede infatti tre Asset di notevole potenza, Kakazuzu, Aurora e Q, il suo Asset originale. Nei Deal utilizza principalmente il primo facendo uso della sua Flazione "White Knight", con la quale può evocare altri Asset. Aurora viene invece usata per tenere a bada l'estrema potenza di Q, che usa solo se strettamente necessario ma pu anche usare la sua Flazione "Sleeping Beauty" per assorbire l'energia dell'avversario. Inoltre è uno dei pochi del distretto ad avere una Darkness Card, con la quale è possibile stampare Denaro Midas, a costo di alcuni anni del proprio futuro.
Calmo e riflessivo ma anche testardo, nutre subito interesse verso Kimimaro, perché gli ricorda sé stesso (entrambi hanno salvato i propri Asset al loro primo Deal) e lo aiuta a destreggiarsi nel Distretto per poi invitarlo nella sua gilda. Ben presto però le differenza ideologiche fra i due vengono alla luce: mentre per Kimimaro è più importante il futuro anziché il presente, Mikuni mette in primo piano il presente, anche arrivando a sacrificare il futuro delle persone, nonostante le sue azioni arrecano palesemente danno. Questo farà scontrare i due nell'episodio finale: dopo aver sconfitto Jennifer, Mikuni sembra a un passo dallo sconfiggere anche il ragazzo ma la svalutazione dello Yen e con esso del Denaro Midas su cui si basava il suo potere lo condannano alla sconfitta. Dopo che Kimimaro restituisce il futuro alle persone scompare e di lui non si hanno più notizie.
Q (キュー?, Kyū)
Doppiata da Saori Gotō
È il primo Asset di Mikuni. Il suo aspetto fisico è simile a quello di Mashu e come lei sembra più umana degli altri Asset. Prende il suo nome dal codice della sua card, QFWK. Mangia banconote Midas come spuntino. Estremamente potente, tanto da essere riconosciuta come il più forte Asset del Distretto e tenuta sotto controllo dall'intervento di Aurora, un altro Asset di Mikuni. Solitamente sembra essere sempre addormentata o sonnolenta ma in combattimento cambia completamente personalità, diventando decisamente feroce e pronta a tutto pur di difendere Mikuni. La sua Flazione si chiama "Cannibilization", un potente attacco con il quale può divorare lo spazio che la circonda mentre la sua Macroflazione si chiama "Economic Blockade", con il quale può paralizzare l'avversario. È modellata sulla sorella di Mikuni, Takako.
Masakaki (真坂木?)
Doppiato da Takahiro Sakurai
Misterioso individuo del Distretto Finanziario. Vestito con un completo, un cilindro con sopra impresso il logo della Banca Midas, una cappa e un bastone la cui impugnatura rappresenta Mida, Masakaki è la figura amministrativa più alta all'interno del Distretto. È lui a invitare le persone a diventare Entre, a introdurli alle regole dei Deal e dispensare consigli, così come espellere le persone finite in bancarotta e conferire nuove Card.
Può teletrasportarsi e trasportare se stesso e altre persone in una dimensione dove il tempo non scorre.
Viene rivelato che ogni Distretto ha il suo Masakaki, seppur con abiti e capelli di colore diverso e ognuno sembra voler difenderne l'esistenza. Pur essendo la massima figura di un Distretto, anche lui obbedisce a qualcuno di più potente affermando di ricevere "ordini dall'alto" quando conferisce la Darkness Card a Kimimaro. Il suo aspetto sembra essere modellato sulla figura del creatore dei Distretti Finanziari, che Kimimaro incontra brevemente nel finale.
Nel finale dimostra di non aver subito l'effetto della cancellazione del Distretto e si ripresenta a Kimimaro, dicendogli che il Distretto potrà essere ricostruito in futuro, se qualcuno lo desiderasse.
Jennifer Sato (ジェニファー・サトウ?, Jenifā Satō)
Doppiata da Mayumi Asano
Donna americana ma di origini giapponesi, è un agente del Fondo Monetario Internazionale, mandata nel Distretto Finanziario dell'Estremo Oriente con il compito di osservare la situazione e trovare un modo per bloccarne l'espansione e i suoi effetti nel mondo reale.
Ha un gran appetito, in particolare per il cibo da fast food e per i dolciumi. Nonostante sia fluente nel giapponese, mantiene una certa intonazione inglese. A differenza degli altri Entrès non ha interesse nei Deal, nei quali cerca di tenere una situazione stazionaria delle sue vincite e delle perdite. Nutre interesse per Kimimaro e nel motivo per cui Mikuni è attratto da lui, commentando che il ragazzo potrà diventare un alleato o un nemico a seconda delle scelte che farà. Nel finale si allea con lui contro Mikuni, ma verrà sconfitta da questi. Poco prima di sparire cede il suo Asset al ragazzo. La si rivede brevemente nel mondo reale per poi svanire dopo l'inversione della pressa rotatoria. Non è noto cosa le sia successo dopo.
Il suo Asset è un grosso lupo con un corno sulla fronte di nome Georges. La sua Flazione si chiama "EBO", con la quale crea una coltre di fumo per poi assumere l'aspetto del suo Entre, mentre la sua Macroflazione si chiama "Mergers and Acquisitions", con la quale può assumere il controllo dell'Asset nemico.
Hanabi Ikuta (生田 羽奈日?, Ikuta Hanabi)
Doppiata da Yui Makino
Amica di Kimimaro e sua compagna di università. I due si conoscono dai tempi delle superiori: Kimimaro è innamorato di lei nonostante lo consideri più un fratello e abbia già un ragazzo (di cui si conosce solo la ricchezza). Adora i bambini e il suo sogno è di diventare una maestra. A causa della crisi perde il lavoro di assistente e la fiducia in sé, diventando depressa. Dopo la restituzione dei futuri la si rivede nel finale nuovamente maestra ma non sembra conoscere più Kimimaro.

### Altri personaggi
Shigeomi Taketazaki (竹田崎 重臣?, Taketazaki Shigeomi)
Doppiato da Masami Kikuchi
Entrepeneur che preferisce fare l'informatore anziché dedicarsi ai Deal, nonostante dovrebbe essere un forte avversario. Lo si può vedere spesso con la sua fidata macchina fotografica a scattare foto ai partecipanti dei Deal. È un Entrè da parecchi anni, dal momento che ha scattato foto al padre di Kimimaro.
Vende informazioni a chiunque ne faccia richiesta, in cambio di una giusta somma di Denaro Midas. Dimostra una certa ossessione nel guadagnare denaro, anche se ciò che vuole veramente è la fiducia che da esso deriva.
Nel corso della serie il suo ruolo resta minore per poi ricoprire un ruolo chiave nel finale: in accordo con Jennifer e Kimimaro, farà calare la fiducia dei giapponesi nello Yen portando a una iperinflazione artificiale che ne farà crollare il suo valore e di conseguenza anche quello del Denaro Midas ad esso legato, fonte del potere di Mikuni. Lo si vedrà poi sul taxi di Ikaneda ma il suo destino è ignoto.
Un suo tratto distintivo sono i suoi denti d'oro e il cappotto verde che indossa solitamente. Nel mondo reale possiede una piccola crêperia ambulante.
Il suo Asset è una creatura enorme con otto zampe simile a una scimmia. Non avendo mai visto Taketazaki partecipare a un Deal non se ne conosce il nome o le Flazioni.
Daisuke Ebara (江原 大介?, Ebara Daisuke)
Doppiato da Nobuo Tobita
Entrepeneur e professore universitario di Kimimaro e Hanabi. Sposato, con due figli e un terzo in arrivo. Affronta Kimimaro in un Deal ma perde e finisce in bancarotta. Come conseguenza perde il proprio futuro ovvero i suoi figli, che scompaiono nel nulla e viene poi abbandonato dalla moglie. Nonostante la sconfitta non nutre odio nei confronti di Kimimaro ma lo metterà in guardia sui pericoli che la bancarotta comporta e facendo promettere al ragazzo di non fare mai la sua stessa fine. Incapace di riottenere i figli indietro e disperato per non avere più un futuro, tenta il suicidio ma viene salvato da Kimimaro. Morirà in seguito in un incidente d'auto.
Ha un Asset umanoide di nome Keel, la cui Mezzoflazione si chiama "Poison Pill", con la quale può risucchiare a poco a poco il denaro dell'avversario.
Kou Sennoza (宣野座 功?, Sennoza Kou)
Doppiato da Tetsuya Kakihara
Ragazzo dall'aria semplice, è in realtà un uomo d'affari impegnato in numerose opere di carità con le quali ha ottenuto il soprannome di "principe dei volontari". Oltre a ciò è anche un forte Entrepeneur, avendo perso solo contro Mikuni (e successivamente contro Kimimaro). In realtà preferisce evitare i Deal, chiedendo all'avversario di turno di rinunciare all'incontro proponendogli di pagare lui le spese necessarie ma nessuno ha mai accettato. Ritiene le conseguenze dei Deal dannose per il mondo e che solo negandole è possibile garantire un futuro per tutti, una linea di pensiero opposta a quella di Mikuni.
Kimimaro lo affronta in un difficile Deal, anche se non viene mai mostrato come riesca a vincere. La sconfitta farà perdere a Sennoza quasi tutta l'organizzazione di carità che ha tirato su, costringendolo a ricominciare da capo. La sua linea di pensiero colpirà comunque Kimimaro e gli farà nascere dubbi su Mikuni e le sue azioni.
Il suo Asset è una sorta di gigantesco uccello scheletrico di nome Karyuma ed è uno dei cinque Asset più potenti della serie. La sua Flazione si chiama "Angel" e scatena potenti fulmini contro l'avversario.
Ichiro Horii (堀井 一郎?, Horii Ichirou)
Doppiato da Naozumi Takahashi
Entrepeneur della Starling Guild. È il braccio destro di Mikuni. Ha una personalità infantile, ritenendo i Deal un semplice gioco. Nonostante questo atteggiamento è uno dei più forti Entrè della gilda e del Distretto. Kimimaro lo affronta nel finale, riuscendolo a sconfiggere e a mandarlo in bancarotta con difficoltà, grazie agli effetti secondari che la pressa di stampa del Denaro Midas comporta sugli Asset. Il suo Asset si chiama Gasser e consiste in cinque motori jet collegati fra loro. Si muove con estrema velocità ed è dotato di due lame e può essere indossato da Ichiro stesso. La sua Flazione si chiama "Insider", con la quale è possibile prevedere le mosse dell'avversario.
Kirihito Isurugi (竹田崎 重臣?, Isurugi Kirihito)
Entrepeneur, membro della Starling Guild dove ricopre il ruolo di manager, gestendone i fondi. Nel mondo reale è un consulente finanziario di un certo livello. Nonostante si dichiari fedele a Mikuni e alle sue idee, approfitterà della situazione per intascarsi i soldi e usarli per sé ma verrà scoperto da un membro della gilda e catturato.
Itaneda (井種田?, Itaneda)
Tassista della Banca Midas, è l'anziano conducente del taxi con il quale è possibile entrare nel Distretto Finanziario.

## Terminologia
Distretto Finanziario (金融街 Kin'yūgai)
Una realtà alternativa dove gli Entre combattono fra loro nei Deal. È una città composta da edifici bianchi senza finestre, porte fluttuanti, diverse strade, un portale dal quale si può entrare e uscire e dal cielo rosso e le cui dimensioni sono proporzionali all'economia del paese. Al centro di ogni Distretto si trova la Banca Midas, dove è possibile consultare informazioni riguardanti Entrepeneur e i Deal: sopra di essa si trova un'enorme moneta fluttuante con un display sul quale è indicato il flusso del denaro nel Distretto. Qualora la cifra dovesse raggiungere lo 0, il Distretto finirebbe in bancarotta e verrebbe attaccato dal [C], finendo distrutto. Di conseguenza anche l'area ad esso collegato verrebbe cancellata, assieme alla sua popolazione e cancellando tutti i ricordi legati, lasciando quindi nessuna prova della sua esistenza.
Ogni Distretto ha un suo Masakaki, che lo amministra e che sceglie le persone che possono entrare a farne parte ed è da qui che il Denaro Midas entra nel flusso di denaro reale. L'unico modo per entrare nel Distretto è richiamare un taxi speciale usando la propria Card. Esiste un Distretto in ogni area che ha un'economia sviluppata e stando a quanto dice Jennifer i Distretti esistono sin dal Medioevo. Il suo creatore (o uno dei suoi creatori) compare brevemente nel finale come una figura divina, dall'aspetto simile ai Masakaki. Il Distretto possiede poi una propria rotativa di stampa, che permette ai possessori di una Darkness Card di stampare Denaro Midas in cambio di 20 anni del proprio futuro. Il procedimento agisce pesantemente sul futuro dei non-Entre e indebolisce gli Asset ma può essere invertito. Il Fondo Monetario Internazionale tiene d'occhio ogni Distretto. La serie è ambientata nel Distretto Finanziario dell'Estremo Oriente, uno dei più grandi esistenti.
Entrepeneur (アントレ Antore?)
Ovvero imprenditore, abbreviato in Entre. Sono le persone legate a un contratto con la Banca Midas e che hanno accesso al Distretto Finanziario, aventi diritto (e obbligazione) di ingaggiare dei Deal. A ciascuno viene data inizialmente una grossa somma di denaro (per Kimimaro sono 500000 Yen) e una Midas Card, con cui possono usare per ritirare denaro nel mondo reale dai bancomat, convocare il taxi di Itaneda e nella quale è racchiuso il loro Asset. Gli Entre mettono in palio nei Deal non solo i soldi ma anche il proprio futuro (che varia da persona a persona) come pegno. Se si finisce in bancarotta si viene banditi dal Distretto e privati del proprio futuro, spesso con conseguenze tragiche. Un tratto distintivo sono gli occhi, che divengono dorati quando si assiste o si partecipa ai Deal.
Asset (アセット Asetto?)
Una creatura che combatte assieme al proprio Entrè nei Deal. Sono la rappresentazione del futuro del proprio Entre. Attraverso l'uso del denaro è possibile usare diversi attacchi nei confronti degli avversari. Ogni Entrè ha a disposizione inizialmente un Asset ma può comprarne e usarne altri. Solitamente invisibili tranne per il loro padrone (ma diventano visibili a tutti se questi lo decide o se passano attraverso le varie porte fluttuanti del Distretto), nel mondo reale possono comunicare con il proprio Entrè tramite le Midas Card, dove risiedono. La loro forma può variare ma un tratto distintivo di tutti è la presenza di corna sul loro corpo.
Ogni Asset dispone inoltre di 10 Stock (la cui figura ricorda quella delle Sephirot), che possono essere acquistati da altri Entrè per ottenere denaro e quindi potenziarne l'attacco. Solitamente si cedono fino a 9 Stock, tenendone uno per la proprietà dell'Asset. L'Entrè proprietario può poi riacquistarli. Possedendo Stock di altri Asset si ottiene il 5% dei Deal vinti e la possibilità di acquistarlo nel caso il suo proprietario finisca in bancarotta.
Ogni Asset può difendere tramite una barrierà il proprio padrone e ha a disposizione una serie di attacchi chiamati -Flazioni, la cui potenza varia a seconda del denaro investito.
- Microflazione: ha un costo minimo di 100000 Yen e consiste solitamente in un attacco diretto. È la Flazione più usata, assieme alla Mezzoflazione.
- Mezzoflazione: ha un costo minimo di 1000000 Yen. I suoi effetti variano da Asset a Asset.
- Macroflazione: ha un costo minimo di 10000000 Yen. È la meno usata visto il suo costo elevato e per gli effetti imprevisti, ma in altri casi è possibile costruirci sopra la propria strategia. Proprio per il fatto di essere scarsamente usata e ritenuta rischiosa, molti Entrè ne ignorano gli effetti.
Deal (ディール Dīru?)
Una battaglia fra due Entrepeneur e i loro Asset. Ogni Deal dura 666 secondi (pari a 11 minuti e 6 secondi) durante il quale ogni sfidante impiega i propri fondi per far arrecare danno all'altro con i propri Asset. Vince chi al termine del Deal ottienene un profitto maggiore o che manda in bancarotta l'avversario. Il vincitore riceve in premio la somma impiegata dal perdente nel Deal.
Oltre all'uso degli Asset, un Entre può attaccare direttamente l'altro usando l'attacco "Direct", che crea una sorta di spada d'energia nella mano. A seconda dei soldi spesi la spada può variare nelle dimensioni ma anche nei fondi avversari che si possono ottenere. Si tratta comunque di una mossa rischiosa, in quanto lascia scoperti l'Entre.
È obbligatorio sostenere almeno un Deal a settimana, in caso contrario si perdono il proprio Denaro Midas e i propri Asset. È possibile rinunciare al Deal pagando metà dei propri fondi alla Banca Midas. È concesso anche di scegliere il proprio sfidante. Gli esiti dei Deal hanno effetto sull'economia reale.
Banca Midas (ミダス銀行 Midasu Ginkō?)
La misteriosa organizzazione che controlla i Distretti Finanziari del mondo. Offre la posizione di Entrepeneur e una grossa somma di Denaro Midas alla gente, in cambio del proprio futuro. È possibile che esista sin dai tempi del primo sistema economico.
Denaro Midas (ミダスマネー Midasu Manē?)
È il denaro usato nel Distretto Finanziario e che entra poi nel flusso del denaro del mondo reale. Gli Entre possono distinguerlo in quanto appare come banconote di colore nero rappresentanti il re Mida mentre per la gente comune appare come normale denaro. L'eccessivo flusso di Denaro Midas nel mondo reale è pericoloso in quanto può provocare inflazione.
Midas Card (ミダスカード Midasu Card?)
Una carta di credito che identifica una persona come Entre e gli consente l'accesso al Distretto Finanziario e la partecipazione ai Deal. Oltre a ciò permette di evocare il taxi di Itaneda, di parlare al proprio Asset, usare le Flazioni, essere usata come una normale carta di credito e trasferire denaro su altre Card. Se il suo proprietario smarrisce la Card essa ritornerà comunque da lui e nel caso di bancarotta essa si distrugge. Ogni Card inizia con il numero 0666 e ha un codice a 4 lettere che identifica l'Asset ad essa legata. Esistono 4 Card diverse a seconda di quanto denaro si dispone e che identificano quindi il proprio livello come Entre: Normal (simbolo: sole), Gold (simbolo: luna), Platinum (simbolo: teschio) e Darkness (simbolo: diavolo). Il possessore di quest'ultima può azionare la rotativa di stampa del Distretto, stampando una certa somma di Denaro Midas in cambio di 20 anni del proprio futuro.
[C]
È il fenomeno che avviene quando un Distretto Finanziario finisce in bancarotta. Enormi tentacoli piovono dal cielo per trascinare via con sé la moneta fluttuante del Distretto, mentre gli Asset vengono distrutti. Il Distretto viene dunque distrutto e la stessa fine fa l'area del mondo reale ad esso collegata. Anche i ricordi e le persone ad esso legati scompaiono senza lasciare tracce. Nella serie Singapore e la Repubblica Caraibica (un'area esistente fra le isole dei Caraibi e l'America centrale) sono state cancellate dal [C].
Gli effetti secondari del [C] provocano instabilità economica alle nazioni limitrofe, iniziando una serie di reazioni a catena che possono provocare il fenomeno anche in altri paesi. Tramite operazioni di risanamento dell'economia è possibile ridurre o addirittura rimbalzare su altri paesi gli effetti del [C].

## Musica
- Sigla d'apertura: "Matryoshka" (マトリョーシカ Matoryōshika?) di NICO Touches the Walls.
- Sigla di chiusura: "RPG" di School Food Punishment.

## Episodi
| Nº | Titolo italiano (tradotto) Giapponese 「Kanji」 - Rōmaji | In onda        | In onda |
| Nº | Titolo italiano (tradotto) Giapponese 「Kanji」 - Rōmaji | Giapponese     |         |
| 1  | Complicazione 「複雑」 - Fukuzatsu                       | 14 aprile 2011 |         |
| 2  | Coincidenza 「暗合」 - Angō                              | 21 aprile 2011 |         |
| 3  | Cospirazione 「陰謀」 - Inbō                             | 28 aprile 2011 |         |
| 4  | Conversione 「転換」 - Tenkan                            | 5 maggio 2011  |         |
| 5  | Coltivazione 「修練」 - Shūren                           | 12 maggio 2011 |         |
| 6  | Conflitto 「葛藤」 - Kattō                               | 19 maggio 2011 |         |
| 7  | Composizione 「組成」 - Sosei                            | 26 maggio 2011 |         |
| 8  | Confidenza 「信用」 - Shinyō                             | 2 giugno 2011  |         |
| 9  | Crollo 「破綻」 - Hatan                                  | 9 giugno 2011  |         |
| 10 | Collisione 「衝突」 - Shōtotsu                           | 16 giugno 2011 |         |
| 11 | Futuro 「未来」 - Mirai                                  | 23 giugno 2011 |         |